# Eodelphinus
Eodelphinus — вимерлий рід дельфіновидих ссавців родини дельфінових.

## Опис
Eodelphinus відрізняється від усіх інших дельфінід тим, що має присередньо розташований предщелепний отвір, частково поперечно спрямовану лінію шва між піднебінним і крилоподібним піднебінням і помітно довгий і вентролатерально витягнутий задній відросток окістя з послабленою задньою головкою. Володіє широким висхідним відростком лівої передщелепної кістки відносно правої передщелепної кістки на рівні середини зовнішніх носових залоз, як у косатки та Hemisyntrachelus.

## Таксономія
Eodelphinus спочатку був описаний у 1977 році як новий вид Stenella, S. kabatensis, з часткового черепа, знайденого в морських відкладеннях на Хоккайдо, Японія. Пізніше Ічісіма (2005) поставив під сумнів віднесення S. kabatensis до Stenella, підкресливши необхідність повторної оцінки таксону. Подальше дослідження Мізукі Муракамі та його колег, опубліковане в 2014 році, показало, що S. kabatensis є найбільш базовим представником Delphinidae, що вимагає створення нового роду Eodelphis. Однак назва роду була змінена на Eodelphinus, оскільки Eodelphis вже використовувався як викопний опосум.